# Episodi di Colony (prima stagione)
La prima stagione della serie televisiva Colony, composta da 10 episodi, è stata trasmessa negli Stati Uniti su USA Network dal 14 gennaio al 17 marzo 2016.
In Italia, dal 14 gennaio 2019 è disponibile l'intera stagione su Netflix.
| n° | Titolo originale  | Titolo italiano           | Prima TV USA     | Prima TV Italia |
| -- | ----------------- | ------------------------- | ---------------- | --------------- |
| 1  | Pilot             | Pilot                     | 14 gennaio 2016  | 14 gennaio 2019 |
| 2  | A Brave New World | Un nuovo mondo            | 21 gennaio 2016  | 14 gennaio 2019 |
| 3  | 98 Seconds        | 98 secondi                | 28 gennaio 2016  | 14 gennaio 2019 |
| 4  | Blind Spot        | Punto cieco               | 4 febbraio 2016  | 14 gennaio 2019 |
| 5  | Geronimo          | Geronimo                  | 11 febbraio 2016 | 14 gennaio 2019 |
| 6  | Yoknapatawpha     | Yoknapatawpha             | 18 febbraio 2016 | 14 gennaio 2019 |
| 7  | Broussard         | Broussard                 | 25 febbraio 2016 | 14 gennaio 2019 |
| 8  | In from the Cold  | Tradimento                | 3 marzo 2016     | 14 gennaio 2019 |
| 9  | Zero Day          | Giorno zero               | 10 marzo 2016    | 14 gennaio 2019 |
| 10 | Gateway           | L'accesso di Santa Monica | 17 marzo 2016    | 14 gennaio 2019 |